# شو جونغ
شو جونغ (30 مارس 1989 في الصين - ) هو لاعب كرة سلة صيني في مركز هجوم صغير الجسم.

## وصلات خارجية
- شو جونغ على موقع كرة السلة الأوروبية.كوم (الإنجليزية)
- شو جونغ على موقع DraftExpress.com (الإنجليزية)
- شو جونغ على موقع اللجنة الأولمبية الصينية (الإنجليزية)